# Drahobuz
Drahobuz település Csehországban, a Litoměřicei járásban. Drahobuz Chotiněves, Liběšice, Úštěk, Polepy és Hoštka településekkel határos. Lakosainak száma 295 fő (2024. január 1.).

## Népesség
A település lakosságának változását az alábbi diagram mutatja:
| Lakosok száma | 914  | 912  | 840  | 438  | 298  | 214  | 283  | 276  | 284  | 295  |
|               | 1869 | 1890 | 1921 | 1950 | 1980 | 2001 | 2017 | 2019 | 2022 | 2024 |